# 桑嶋功
桑嶋 功（くわじま いさお、1937年（昭和12年）11月11日 - ）は、日本の有機化学者。東京工業大学名誉教授。新潟県出身。

## 略歴
- 1961年 東京工業大学理工学部を卒業。
- 1966年 同博士課程を修了。同大学理学部化学科助手。
- 1968年 - 70年 ハーバード大学博士研究員（E.J.コーリー研究室）。帰国後、青山学院大学理工学部助教授に着任。
- 1973年 東京工業大学理学部化学科助教授。
- 1985年 東京工業大学理学部化学科教授。
- 1998年 東京工業大学理学部化学科名誉教授。4月より北里大学生命科学研究所教授。

この間、日本化学会理事、有機合成化学協会理事などを歴任。

## 業績
有機銅化合物を用いる1,4-付加反応、チタンを用いるホモエノラートの化学など、有機金属を用いる新反応の開発を進めた。またケイ素や硫黄の性質を利用したカルボカチオンの制御は、エン反応や[3+2]付加環化、フラグメンテーション反応などへと展開され、大きな業績を挙げた。
50歳代以降は天然物合成に積極的に取り組み、ショウドマイシン・コルチゾン・アドリアマイシン・コリオリン・インゲノールなど多くの化合物合成に成功した。中でもタキソールの全合成は別々に合成したA環とC環のユニットをつなぎ合わせ、巧妙な立体制御のもとにB環の8員環を構築する見事な戦略で、高い評価を受けている。

## 門下生
清水真（三重大）、中村栄一（東京大・院理）、谷野圭持（北大・院理）、占部弘和（東工大・生命理工）等。